# Михневичи
Ми́хневичи (бел. Мі́хневічы, пол. Michniewicze) — деревня в Сморгонском районе Гродненской области Белоруссии.
Входит в состав Залесского сельсовета.
Расположена на реке Драй. Расстояние до районного центра Сморгонь по автодороге — около 8 км, до центра сельсовета агрогородка Залесье по прямой — 1,3 км. Ближайшие населённые пункты — Белая, Залесье, Зарудичи. Площадь занимаемой территории составляет 0,3117 км², протяжённость границ 3610 м.

## История
Михневичи отмечены на карте Шуберта (середина XIX века) в составе Беницкой волости Ошмянского уезда Виленской губернии. В 1865 году упоминаются две одноимённых деревни на реке Зуже (Zurze), одна из которых, возможно, была фольварком. В первой насчитывалось 29 дымов (дворов) и 242 жителя, из них 122 православных и 120 католиков; во второй — 2 дыма и 9 человек католического вероисповедания. В Михневичах была неоконченная кирпичная часовня, мельница, кузница и постоялый двор.
После Советско-польской войны, завершившейся Рижским договором, в 1921 году Западная Белоруссия отошла к Польской Республике и деревня была включена в состав новообразованной сельской гмины Беница Молодечненского повета Виленского воеводства.
В 1938 году Михневичи насчитывали 74 дыма и 428 душ.
В 1939 году, согласно секретному протоколу, заключённому между СССР и Германией, Западная Белоруссия оказалась в сфере интересов советского государства и её территорию заняли войска Красной армии. Деревня вошла в состав новообразованного Сморгонского района Вилейской области БССР. После реорганизации административного-территориального деления БССР деревня была включена в состав новой Молодечненской области в 1944 году. В 1960 году, ввиду новой организации административно-территориального деления и упразднения Молодечненской области, Михневичи вошли в состав Гродненской области.

## Население
| 1865 | 1938 | 1999 | 2009 |
| ---- | ---- | ---- | ---- |
| 251  | 428  | 184  | 143  |

## Транспорт
Севернее деревни проходит автодорога республиканского значения Р106 Сморгонь — Молодечно. Также Михневичи связаны дорогами местного значения:
- Н6142 с Шутовичами;
- Н7823 с Залесьем

## Прочее
В деревне находится Церковь Покрова Пресвятой Богородицы (Покровская церковь) 1866 года постройки, также на местном кладбище захоронен участник Первой мировой войны полковник 14-го Грузинского гренадерского полка Акакий Гаврилович Отхмезури, погибший во время отражения вражеской атаки на позиции своего батальона. Современный надмогильный памятник установлен 9 мая 2008 года на средства грузинской диаспоры.
В полутора километрах к северо-западу от деревни находится предприятие Сморгоньсиликатобетон.